# Osvaldo Budet
Osvaldo Budet (Juan Osvaldo Budet-Meléndez) nació en San Juan, Puerto Rico en 1979 es un artista contemporáneo puertorriqueño que vive en Berlín, Alemania. Budet obtuvo un Bachillerato en Bellas Artes en la Escuela de Artes Plásticas de Puerto Rico y una Maestría en Bellas Artes de Hoffberger School of Painting. Fue artista residente del Museo del Barrio Santurce, Puerto Rico en el 2005 y  The Leipzig International Art Program, Alemania en el 2008.
La obra plástica de Budet está influenciada por el medio de los documentales y el activismo político, su producción de pinturas, fotografías, videos y documentales se caracterizan por estas ser "seriamente humorísticas". Su trabajo visualiza la conciencia del problema de identidad y su noción de colonizado es el centro de su obra.
Budet construye pinturas y fotografías donde utiliza el autorretrato para explorar momentos históricos, que a menudo exponen su condición de colonizado. Budet usa materiales reflectivos como polvo de diamante, óxido de hierro y vidrio como referencia al medio del film.
Su trabajo ha sido expuesto en Puerto Rico, Nueva York, Los Ángeles, Miami, Baltimore, Washington D. C., Irlanda e Italia.